# Anthicus peri
Anthicus peri là một loài bọ cánh cứng trong họ Anthicidae. Loài này được Uhmann miêu tả khoa học năm 2003.